# 상명고등학교
상명고등학교(祥明高等學校)는 대한민국 서울특별시 노원구 중계동에 있는 사립 고등학교이다.

## 학교 연혁
- 1937년 12월 1일 : 서울특별시 종로구 중학동 14번지에서 계당 배상명 선생이 상명여자고등기예학원 설립
- 1938년 10월 1일 : 서울특별시 종로구 사직동 311번지 10으로 이전
- 1946년 1월 31일 : 서울특별시 용산구 한강로 1가 50번지로 교사 이전
- 1951년 9월 1일 : 6.25동란으로 피난 중 부산시 동대신동 구덕산록 가교사에서 개교하고 동년 동월 동일 학제 변경에 의하여 상명여자중학교와 상명여자고등학교로 분리 전환 인가
- 1953년 9월 1일 : 정부 환도에 따라 부산 본교가 서울로 복귀하여 개교
- 1969년 3월 11일 : 상명여자중・고등학교 배현종 교장 취임
- 1979년 12월 29일 : 학교 법인 민정학원 배상명 이사장 취임
- 1994년 3월 2일 : 서울특별시 용산구 한강로 1가 50번지에서 노원구 중계동 515로 교사 이전
- 2001년 12월 17일 : 상명여자고등학교 배용숙 교장 취임
- 2003년 3월 2일 : 상명고등학교로 전환
- 2006년 7월 12일 : 학교법인 민정학원 김영선 이사장 취임
- 2016년 2월 4일 : 제1회 ~ 제65회 졸업 (연 47,317명)
- 2021년 3월 2일 : 상명고등학교 오광석 교장 취임

## 참고 자료
- 상명고등학교 - 한국교육학술정보원 학교알리미

## 근접한 학교
- 상명초등학교
- 상명중학교
- 대진여고
- 불암고